# Aeroportul Longana
Aeroportul Longana (IATA: LOD, ICAO: NVSG) este un aeroport din Penama⁠(d), Vanuatu ce deservește zona Longana⁠(d). A fost numit după zona deservită.
Situat la o altitudine de 51 m, aeroportul dispune de o singură pistă.